# Nesticus latiscapus
Espèce
Nesticus latiscapus est une espèce d'araignées aranéomorphes de la famille des Nesticidae.

## Distribution
Cette espèce est endémique de la préfecture de Yamanashi au Japon,. Elle se rencontre vers le mont Fuji.

## Description
Le mâle holotype mesure 4,25 mm et la femelle paratype 4,0 mm.
Les mâles mesurent de 3,86 à 4,30 mm et les femelles de 3,91 à 4,43 mm.

## Systématique et taxinomie
Cette espèce a été décrite par Yaginuma en 1972.
Nesticus latiscapus kosodensis a été élevée au rang d'espèce par Suzuki et Ballarin en 2020.

## Publication originale
- Yaginuma, 1972 : « The fauna of the lava caves around Mt. Fuji-san IX. Araneae (Arachnida). » Bulletin of the National Museum of Nature and Science, vol. 15, no 2, p. 267-334.